# Liste der Baudenkmale in Plattenburg
In der Liste der Baudenkmale in Plattenburg sind alle Baudenkmale der brandenburgischen Gemeinde Plattenburg und ihrer Ortsteile aufgelistet. Grundlage ist die Veröffentlichung der Landesdenkmalliste mit dem Stand vom 31. Dezember 2020.

## Baudenkmale in den Ortsteilen
In den Spalten befinden sich folgende Informationen:
- ID-Nr.: Die Nummer wird vom Brandenburgischen Landesamt für Denkmalpflege vergeben. Ein Link hinter der Nummer führt zum Eintrag über das Denkmal in der Denkmaldatenbank. In dieser Spalte kann sich zusätzlich das Wort Wikidata befinden, der entsprechende Link führt zu Angaben zu diesem Denkmal bei Wikidata.
- Lage: die Adresse des Denkmales und die geographischen Koordinaten. Link zu einem Kartenansichtstool, um Koordinaten zu setzen. In der Kartenansicht sind Denkmale ohne Koordinaten mit einem roten beziehungsweise orangen Marker dargestellt und können in der Karte gesetzt werden. Denkmale ohne Bild sind mit einem blauen bzw. roten Marker gekennzeichnet, Denkmale mit Bild mit einem grünen beziehungsweise orangen Marker.
- Bezeichnung: Bezeichnung in den offiziellen Listen des Brandenburgischen Landesamtes für Denkmalpflege. Ein Link hinter der Bezeichnung führt zum Wikipedia-Artikel über das Denkmal.
- Beschreibung: die Beschreibung des Denkmales
- Bild: ein Bild des Denkmales und gegebenenfalls einen Link zu weiteren Fotos des Baudenkmals im Medienarchiv Wikimedia Commons

### Bendelin
| ID-Nr.                           | Lage                            | Bezeichnung            | Beschreibung | Bild           |
| -------------------------------- | ------------------------------- | ---------------------- | --- | -------------- |
| 09160036 Wikidata                | Bendeliner Dorfstraße (Lage)    | Dorfkirche             | Die evangelische Kirche stammt wahrscheinlich aus dem 14. Jahrhundert. Es ist ein Saalbau aus Feldstein mit einem eingezogenen Weststurm. Im Inneren befinden sich Emporen unter der flachen Decke. Der Kanzelkorb ist aus dem Jahr 1745. | weitere Bilder |
| 09160807                         | Bendeliner Dorfstraße 35 (Lage) | Gasthaus mit Saalanbau | Das Gebäude ist ein eingeschossiger Bau mit neun Achsen und Satteldach mit einem straßenseitigen Zwerchhaus in Gebäudemitte. Zu DDR-Zeiten war der frühere Gasthof von der örtlichen LPG genutzt. Aus dieser Zeit ist der Schriftzug Verwaltung LPG „Einigkeit“ Kulturraum an der Front erhalten, welcher auch in der Denkmaldatenbank erwähnt wird. Ebenfalls denkmalgeschützt ist ein hofseitige Saalanbau. | weitere Bilder |
| 09161765 Teilobjekt zu: 09160807 | Bendeliner Dorfstraße 35 (Lage) | Saalbau                | Der Saalbau befindet sich auf der Hofseite des Gasthaus. | BW             |

### Burghagen
| ID-Nr.            | Lage              | Bezeichnung | Beschreibung | Bild           |
| ----------------- | ----------------- | ----------- | --- | -------------- |
| 09160190 Wikidata | Rundling (Lage)   | Dorfkirche  | Die evangelische Kirche wurde in der Spätgotik erbaut, und in dem Jahr 1889 umgebaut. Im Inneren befindet sich ein Kanzelaltar aus dem Jahre 1723.                                                 | weitere Bilder |
| 09160191          | Rundling 5 (Lage) | Gutshaus    | Das ehemalige Gutshaus wurde wahrscheinlich im Jahre 1740 erbaut. Hinter dem Haus befinden sich eine Wehranlage aus dem Mittelalter. Es ist ein schlichtes Fachwerkhaus mit einem Krüppelwalmdach. | BW             |

### Garz
| ID-Nr.                           | Lage                    | Bezeichnung                 | Beschreibung | Bild                        |
| -------------------------------- | ----------------------- | --------------------------- | --- | --------------------------- |
| 09160169 Wikidata                | Garzer Straße (Lage)    | Dorfkirche Garz             | Die evangelische Kirche wurde in der zweiten Hälfte des 13. Jahrhunderts erbaut. Es ist ein Saalbau mit einem Westturm. Im Inneren befinden sich ein Kanzelaltar aus der Zeit um 1700 und ein Epitaph aus dem Jahr 1758.                             | weitere Bilder              |
| 09160170                         | Garzer Straße (Lage)    | Gutshaus und „Junkerhäuser“ | Das ehemalige Gutshaus ist ein Fachwerkbau, der um 1823 zu einem Kornspeicher umgebaut wurde. Vor dem Haus befindet sich ein Ehrenhof, der von den „Junkerhäusern“, eingeschossigen Fachwerkbauten aus der Zeit zwischen 1772 und 1774 gesäumt wird. | Gutshaus und „Junkerhäuser“ |
| 09161468 Teilobjekt zu: 09160170 | Garzer Straße (Lage)    | Kavalierhaus                | Die beiden eingeschossigen Kavalier- oder Junkerhäuser flankieren den Ehrenhof vor dem Gutshaus. | BW                          |
| 09160169                         | Garzer Straße 29 (Lage) | Fachwerkgebäude             | | BW                          |

### Glöwen
| ID-Nr.                  | Lage                 | Bezeichnung                                  | Beschreibung | Bild                                         |
| ----------------------- | -------------------- | -------------------------------------------- | --- | -------------------------------------------- |
| 709160131               | (Lage)               | Mahnmal für die Opfer des Zweiten Weltkriegs | | Mahnmal für die Opfer des Zweiten Weltkriegs |
| 09160130                | ()                   | Gedenkstätte für Gustav Sobottka             | Die Gedenkstätte erinnert an Gustav Sobottka. | ein Bild hochladen                           |
| 09160098 Wikidata       | Am Bahnhof 1 (Lage)  | Bahnhofsgebäude                              | Der Bahnhof wurde 1846 eröffnet. Aus jener Zeit stammt das vermutlich von Friedrich Neuhaus und Ferdinand Wilhelm Holz entworfene Empfangsgebäude.                                            | weitere Bilder                               |
| 09160099 Wikidata       | Kirchplatz 28 (Lage) | Dorfkirche                                   | Die evangelische Kirche wurde 1877 erbaut. Im Osten wurde eine Apsis aus dem 15. Jahrhundert bei dem Bau verwendet. Die Ausgestaltung des Innerrne übernahm der Kirchenmaler Robert Sandfort. | weitere Bilder                               |
| Teilobjekt zu: 09160099 | Kirchplatz 28 ()     | Orgel                                        | Die Orgel stammt vom Wittstocker Orgelbauer Friedrich Hermann Lütkemüller aus dem Jahr 1877.                                                                                                  | ein Bild hochladen                           |

### Groß Gottschow
| ID-Nr.                           | Lage                                 | Bezeichnung                                                                              | Beschreibung | Bild               |
| -------------------------------- | ------------------------------------ | ---------------------------------------------------------------------------------------- | --- | ------------------ |
| 09160208 Wikidata                | Dorfstraße (Lage)                    | Dorfkirche                                                                               | Die Kirche wurde wahrscheinlich bereits um 1300 erbaut. Im Jahre 1890 wurde die Kirche mit Backstein im neugotischen Stil umgebaut. Es ist im Kern in Feldsteinbau mit einer Apsis und einem Westturm. | weitere Bilder     |
| 09161263                         | Gottschower Dorfstraße (Lage)        | Backhaus und Arrestgebäude                                                               | | BW                 |
| 09161262                         | Gottschower Dorfstraße ()            | Gedenkstein für die Bodenreform                                                          | | ein Bild hochladen |
| 09161264                         | Gottschower Dorfstraße 18 (Lage)     | Gutshaus mit Einfriedung                                                                 | | BW                 |
| 09161256                         | Gottschower Dorfstraße 33/33a (Lage) | Gehöft, bestehend aus Wohnhaus, drei Wirtschaftsgebäuden, Hofpflasterung und Einfriedung | | BW                 |
| 09161257 Teilobjekt zu: 09161256 | Gottschower Dorfstraße 33/33a (Lage) | Wohnhaus                                                                                 | | BW                 |
| 09161258 Teilobjekt zu: 09161256 | Gottschower Dorfstraße 33/33a (Lage) | Stall & Speicher                                                                         | auf der nördlichen Hofseite | BW                 |
| 09161259 Teilobjekt zu: 09161256 | Gottschower Dorfstraße 33/33a (Lage) | Stall & Scheune                                                                          | auf der südlichen Hofseite | BW                 |
| 09161269 Teilobjekt zu: 09161256 | Gottschower Dorfstraße 33/33a (Lage) | Scheune                                                                                  | auf der östlichen Hofseite. | BW                 |
| 09160897                         | Gottschower Dorfstraße 45 (Lage)     | Wohnhaus                                                                                 | | BW                 |

### Groß Leppin
| ID-Nr.                           | Lage                                             | Bezeichnung                       | Beschreibung | Bild           |
| -------------------------------- | ------------------------------------------------ | --------------------------------- | --- | -------------- |
| 09160925                         | nördlich des Ortes auf dem Windmühlenberg (Lage) | Alter Friedhof mit Kriegerdenkmal | | BW             |
| 09160930 Teilobjekt zu: 09160925 | (Lage)                                           | Kriegerdenkmal                    | | BW             |
| 09160132 Wikidata                | Große Straße (Lage)                              | Dorfkirche                        | Die Kirche wurde wahrscheinlich in der Mitte des 14. Jahrhunderts erbaut, der Westturm wurde um 1500 hinzugefügt. Im Jahre 1711 fand ein Umbau statt. Die Deckenbemalung, die Blumen an der Empore und der Kanzelalta wurde von Robert Sandfort erstellt. | weitere Bilder |
| 09160909                         | Große Straße 8 (Lage)                            | Dorfschule mit Nebengebäude       | Datierung: 1866 | BW             |
| 09160918 Teilobjekt zu: 09160909 | Große Straße 8 (Lage)                            | Toilettenhaus & Stall             | eingeschossiger Ziegelbau mit Satteldach, heute von der Freiwilligen Feuerwehr genutzt. | BW             |
| 09160274                         | Querstraße 1 (Lage)                              | Wohnhaus mit Wirtschaftsgebäude   | Datierung: 1880/1900 | BW             |
| 09160918 Teilobjekt zu: 09160274 | Querstraße 1 (Lage)                              | Wirtschaftsgebäude                | | BW             |

### Groß Werzin
| ID-Nr.                           | Lage                        | Bezeichnung | Beschreibung | Bild                            |
| -------------------------------- | --------------------------- | --- | --- | ------------------------------- |
| 09160601 Wikidata                | Am Brink (Lage)             | Dorfkirche | Die evangelische Dorfkirche wurde im 18. Jahrhundert erbaut. Es ist ein rechteckiger Feldsteinbau mit einem Turmaufsatz. Die Ausstattung im Inneren ist schlicht und stammt laut einer Inschrift aus dem Jahr 1721. | weitere Bilder                  |
| 09160602                         | Am Brink 14 (Lage)          | Wohnhaus mit Wirtschaftsgebäude | | Wohnhaus mit Wirtschaftsgebäude |
| 09161281 Teilobjekt zu: 09160602 | Am Brink 14 ()              | Stall | | ein Bild hochladen              |
| 09161136                         | An der B 5 2 (Lage)         | Gehöft, bestehend aus Wohnhaus, Wirtschaftsgebäude, Stallgebäude, Scheune, Schuppen, Einfriedung, Hofpflasterung und Streuobstwiese | | BW                              |
| 09161137 Teilobjekt zu: 09161136 | An der B 5 2 (Lage)         | Wohnhaus | | BW                              |
| 09161138 Teilobjekt zu: 09161136 | An der B 5 2 (Lage)         | Waschküche und Stall | links an das Wohnhaus anschließend | BW                              |
| 09161139 Teilobjekt zu: 09161136 | An der B 5 2 (Lage)         | Stall | | BW                              |
| 09161140 Teilobjekt zu: 09161136 | An der B 5 2 (Lage)         | Scheune | | BW                              |
| 09161141 Teilobjekt zu: 09161136 | An der B 5 2 (Lage)         | Schuppen | | BW                              |
| 09161142 Teilobjekt zu: 09161136 | An der B 5 2 (Lage)         | Streuobstwiese | | BW                              |
| 09160888                         | Bad Wilsnacker Weg 6 (Lage) | Chausseehaus und Nebengebäude | | Chausseehaus und Nebengebäude   |
| 09161892 Teilobjekt zu: 09160888 | Bad Wilsnacker Weg 6 ()     | Wirtschaftsgebäude | | ein Bild hochladen              |

### Hoppenrade
| ID-Nr.                           | Lage                                    | Bezeichnung                                                                                        | Beschreibung | Bild                                                                                               |
| -------------------------------- | --------------------------------------- | -------------------------------------------------------------------------------------------------- | --- | -------------------------------------------------------------------------------------------------- |
| 09161228                         | Kastanienallee 18, Am Sportplatz (Lage) | Käsetrockenhaus                                                                                    | Das kleine Haus ist ein Fachwerkhaus auf quadratischen Grundriss und einem Pyramidendach. Erbaut wurde es um 1825/1827. | BW                                                                                                 |
| 09160168                         | Rambower Weg 3 (Lage)                   | Gutsanlage, bestehend aus Gutshaus, Wohnhaus, drei Wirtschaftsgebäuden, Maschinenhaus und Gutspark | | Gutsanlage, bestehend aus Gutshaus, Wohnhaus, drei Wirtschaftsgebäuden, Maschinenhaus und Gutspark |
| 09161461 Teilobjekt zu: 09160168 | Rambower Weg 3 ()                       | Herrenhaus                                                                                         | | ein Bild hochladen                                                                                 |
| 09161462 Teilobjekt zu: 09160168 | Rambower Weg 3 ()                       | Stall                                                                                              | | ein Bild hochladen                                                                                 |
| 09161463 Teilobjekt zu: 09160168 | Rambower Weg 3 ()                       | Wirtschaftsgebäude                                                                                 | | ein Bild hochladen                                                                                 |
| 09161464 Teilobjekt zu: 09160168 | Rambower Weg 3 ()                       | Maschinenhaus                                                                                      | | ein Bild hochladen                                                                                 |
| 09161465 Teilobjekt zu: 09160168 | Rambower Weg 3 ()                       | Scheune                                                                                            | | ein Bild hochladen                                                                                 |
| 09161466 Teilobjekt zu: 09160168 | Rambower Weg 3 ()                       | Wohnhaus                                                                                           | | ein Bild hochladen                                                                                 |
| 09161467 Teilobjekt zu: 09160168 | Rambower Weg 3 ()                       | Gutspark                                                                                           | | ein Bild hochladen                                                                                 |

### Klein Leppin
| ID-Nr.                           | Lage                                 | Bezeichnung | Beschreibung | Bild |
| -------------------------------- | ------------------------------------ | --- | ------------ | --- |
| 09160842                         | Klein Leppiner Straße 1, 2, 3 (Lage) | Mühle, bestehend aus Mühlengebäude, zwei Wohnhäusern, Keller des alten Wohnhauses, Verwaltungsgebäude und zwei Wirtschaftsgebäuden |              | Mühle, bestehend aus Mühlengebäude, zwei Wohnhäusern, Keller des alten Wohnhauses, Verwaltungsgebäude und zwei Wirtschaftsgebäuden |
| 09161806 Teilobjekt zu: 09160842 | Klein Leppiner Straße 1 ()           | Mühlengebäude |              | ein Bild hochladen |
| 09161807 Teilobjekt zu: 09160842 | Klein Leppiner Straße 3 ()           | Wohnhaus |              | ein Bild hochladen |
| 09161808 Teilobjekt zu: 09160842 | Klein Leppiner Straße 3 ()           | Wohnhaus |              | ein Bild hochladen |
| 09161809 Teilobjekt zu: 09160842 | Wirtschaftsgebäude ()                | Mühlengebäude |              | ein Bild hochladen |
| 09161810 Teilobjekt zu: 09160842 | Klein Leppiner Straße 2 ()           | Verwaltungsgebäude |              | ein Bild hochladen |
| 09161811 Teilobjekt zu: 09160842 | Klein Leppiner Straße 2 ()           | Wirtschaftsgebäude |              | ein Bild hochladen |
| 09161812 Teilobjekt zu: 09160842 | Klein Leppiner Straße 3 ()           | Keller |              | ein Bild hochladen |

### Kleinow
| ID-Nr.                           | Lage                  | Bezeichnung        | Beschreibung | Bild               |
| -------------------------------- | --------------------- | ------------------ | --- | ------------------ |
| 09160188                         | B 5 (Lage)            | Meilenstein        | | Meilenstein        |
| 09160189 Wikidata                | Hauptstraße 29 (Lage) | Dorfkirche Kleinow | Die spätgotische Kirche wurde aus Feldsteinen errichtet und hat ein Satteldach. Der Westturm hat Schiffsbreite und zeigt über dem Dach ein Fachwerk. Im Inneren befindet sich ein Kanzelaltar aus dem Jahr 1753. | weitere Bilder     |
| 09161470 Teilobjekt zu: 09160189 | Hauptstraße 29 ()     | Taufengel          | | ein Bild hochladen |

### Kletzke
| ID-Nr.            | Lage                         | Bezeichnung                                                                                  | Beschreibung | Bild               |
| ----------------- | ---------------------------- | -------------------------------------------------------------------------------------------- | --- | ------------------ |
| 09161213          | ()                           | Meilenstein, an der B 5                                                                      | | ein Bild hochladen |
| 09160200          | Dorfstraße Kletzke ()        | Gedenkstein für Willi Sänger                                                                 | Nach dem ermordeten Kommunisten Willi Sänger war die Polytechnische Oberschule von Kletzke benannt. | ein Bild hochladen |
| 09160199          | Dorfstraße Kletzke ()        | Gedenkstein für Hanns Rothbarth                                                              | Der Gedenkstein für den ermordeten Dresdner Kommunisten Hanns Rothbarth († 1944) stand ursprünglich vor dem als Kinderheim genutzten Herrenhaus. Die damalige Leiterin des Heims, das Rothbarths Namen trug, war eine sächsische Kommunistin und mit ihm persönlich bekannt. | ein Bild hochladen |
| 09160197 Wikidata | Dorfstraße Kletzke (Lage)    | Dorfkirche                                                                                   | Die Anfang des 13. Jahrhunderts erbaute Dorfkirche Kletzke ist eine der ältesten und bedeutendsten Kirchen der Region. Bemerkenswert sind ihre drei gleich ausgebildeten Portale in Renaissanceformen an der Westfront.                                                      | weitere Bilder     |
| 09160581          | Dorfstraße Kletzke 60 (Lage) | Reste der Schlossruine, Gelände der mittelalterlichen Wasserburg mit Wällen und Wassergraben | | BW                 |

### Krampfer
| ID-Nr.                           | Lage                          | Bezeichnung                                                                      | Beschreibung | Bild               |
| -------------------------------- | ----------------------------- | -------------------------------------------------------------------------------- | --- | ------------------ |
| 09160204                         | Dorfstraße Krampfer 10 ()     | Gerichts- bzw. Schöffenstühle aus Feldstein                                      | | ein Bild hochladen |
| 09160677 Wikidata                | Dorfstraße Krampfer 10 (Lage) | Dorfkirche                                                                       | Gotischer Bau, um 1318 erbaut. An der Nordseite befindet sich eine Sakristei aus der Bauzeit. Im Inneren befindet sich ein Kanzelaltar aus der Zeit Ende des 18. Jahrhunderts. | weitere Bilder     |
| 09160205 Wikidata                | Krampfer Dorfstraße 11 (Lage) | Gutshaus                                                                         | Im 18. Jahrhundert errichtetes Gutshaus, mehrfach umgebaut und erweitert, ca. 1910 um einen Turm ergänzt.                                                                      | weitere Bilder     |
| 09160892                         | Krampfer Dorfstraße (Lage)    | Gutspark                                                                         | 1850 angelegt, 1910 bedeutend erweitert. | Gutspark           |
| 09160793                         | Krampfer Dorfstraße (Lage)    | Speichergebäude                                                                  | Repräsentativer Sichtziegelbau von 1858. | BW                 |
| 09160206                         | Krampfer Dorfstraße 5 (Lage)  | Wohnhaus (ehemalige Eierannahme) mit seitlichem Wirtschaftsgebäude und Altenteil | Zweigeschossiges Fachwerkhaus mit Ziegelausfachung, errichtet um 1800. | BW                 |
| 09161477 Teilobjekt zu: 09160206 | Krampfer Dorfstraße 5 ()      | Wirtschaftsgebäude                                                               | | ein Bild hochladen |
| 09161478 Teilobjekt zu: 09160206 | Krampfer Dorfstraße 5 ()      | Wohnhaus                                                                         | | ein Bild hochladen |
| 09160207                         | Krampfer Dorfstraße 7 (Lage)  | Torhaus                                                                          | Torhaus aus 17./18. Jahrhundert in Fachwerk mit Ziegelausfachung und Satteldach.                                                                                               | BW                 |

### Netzow
| ID-Nr.            | Lage                          | Bezeichnung                                             | Beschreibung | Bild           |
| ----------------- | ----------------------------- | ------------------------------------------------------- | --- | -------------- |
| 09161271          | Netzower Dorfstraße (Lage)    | Grabstätte der Familie Hermann Stölke, auf dem Friedhof | Die Grabstätte auf dem Friedhof ist aus schwarzem Granit erstellt worden. Um die Grabstätte befindet sich eine Einzäunung, die Pfosten sind ebenfalls aus schwarzem Granit. | BW             |
| 09160333 Wikidata | Netzower Dorfstraße 31 (Lage) | Dorfkirche                                              | Die evangelische Kirche wurde im späten 15. Jahrhundert erbaut. Es ist ein Saalbau mit einem Westturm. Im Jahre 1884 wurde die Kirche im Osten erweitert.                   | weitere Bilder |

### Plattenburg
| ID-Nr.            | Lage                | Bezeichnung      | Beschreibung | Bild            |
| ----------------- | ------------------- | ---------------- | --- | --------------- |
| 09160022          | (Lage)              | Postmeilenstein  | Die Postmeilensäule befindet sich an einem Waldweg zwischen Bad Wilsnack und Plattenburg. | Postmeilenstein |
| 09160201 Wikidata | Burgstraße (Lage)   | Wasserburganlage | Die Wasserburganlage wurde 1319 erstmals urkundlich erwähnt. Es ist im Kern eine mittelalterliche Anlage mit Ober- und Unterburg. Die Burg wurde von 1992 bis 2000 renoviert. Heute ist die Plattenburg Museum und Gästehaus. | weitere Bilder  |
| 09160202          | Burgstraße 6 (Lage) | Wassermühle      | | Wassermühle     |

### Rambow
| ID-Nr.                           | Lage                           | Bezeichnung                                     | Beschreibung                                                                                       | Bild                                            |
| -------------------------------- | ------------------------------ | ----------------------------------------------- | -------------------------------------------------------------------------------------------------- | ----------------------------------------------- |
| 09160603 Wikidata                | Dorfstraße (Lage)              | Dorfkirche                                      | Die evangelische Kirche wurde Anfang des 16. Jahrhunderts erbaut, der Turm wurde 1874 hinzugefügt. | weitere Bilder                                  |
| 09160868                         | Rambower Hauptstraße 35 (Lage) | Gehöft, bestehend aus Wohnstallhaus und Scheune | | Gehöft, bestehend aus Wohnstallhaus und Scheune |
| 09161864 Teilobjekt zu: 09160868 | Rambower Hauptstraße 35 ()     | Wohnhaus                                        | | ein Bild hochladen                              |
| 09161865 Teilobjekt zu: 09160868 | Rambower Hauptstraße 35 ()     | Wohnhaus                                        | | ein Bild hochladen                              |

### Söllenthin
| ID-Nr.                           | Lage                  | Bezeichnung        | Beschreibung         | Bild           |
| -------------------------------- | --------------------- | ------------------ | -------------------- | -------------- |
| 09161053                         | Kirschallee 46 (Lage) | Pfarrhaus          |                      | BW             |
| 09161054 Teilobjekt zu: 09161053 | Kirschallee 46 (Lage) | Wirtschaftsgebäude |                      | BW             |
| 09160334 Wikidata                | Kirschallee 48 (Lage) | Dorfkirche         | Datierung: 1351/1400 | weitere Bilder |

### Uenze
| ID-Nr.            | Lage                           | Bezeichnung | Beschreibung | Bild           |
| ----------------- | ------------------------------ | ----------- | --- | -------------- |
| 09160192 Wikidata | Uenzer Dorfstraße (Lage)       | Dorfkirche  | Die evangelische Kirche wurde wahrscheinlich Anfang des 14. Jahrhunderts erbaut, der Turm wurde Ende des 15. Jahrhunderts erweitert. Im Inneren ein Kanzelaltar aus dem Jahr 1753. | weitere Bilder |
| 09160194          | Uenzer Dorfstraße 6 (Lage)     | Pfarrhaus   | | BW             |
| 09160193          | Uenzer Dorfstraße 18 (Lage)    | Wohnhaus    | | Wohnhaus       |
| 09160818          | Uenzer Dorfstraße 19/20 (Lage) | Wohnhaus    | | BW             |

### Viesecke
| ID-Nr.                           | Lage                       | Bezeichnung                                                                                | Beschreibung | Bild               |
| -------------------------------- | -------------------------- | ------------------------------------------------------------------------------------------ | ------------ | ------------------ |
| 09160600 Wikidata                | Viesecker Straße (Lage)    | Dorfkirche                                                                                 |              | weitere Bilder     |
| 09160940                         | Viesecker Straße 24 (Lage) | Pfarrgehöft, bestehend aus Pfarrhaus, Stallgebäude, Toilettenhaus, Brunnen und Einfriedung |              | BW                 |
| 09160941 Teilobjekt zu: 09160940 | Viesecker Straße 24 ()     | Pfarrhaus                                                                                  |              | ein Bild hochladen |
| 09160942 Teilobjekt zu: 09160940 | Viesecker Straße 24 ()     | Stall                                                                                      |              | ein Bild hochladen |
| 09160938                         | Viesecker Straße 28 (Lage) | Wohnhaus und Scheune                                                                       |              | BW                 |
| 09160943 Teilobjekt zu: 09160940 | Viesecker Straße 24 ()     | Toilettenhaus                                                                              |              | ein Bild hochladen |
| 09160944 Teilobjekt zu: 09160940 | Viesecker Straße 24 ()     | Brunnen                                                                                    |              | ein Bild hochladen |
| 09160939 Teilobjekt zu: 09160938 | Viesecker Straße 28 ()     | Scheune                                                                                    |              | ein Bild hochladen |

### Zichtow
| ID-Nr.                           | Lage              | Bezeichnung                 | Beschreibung | Bild                        |
| -------------------------------- | ----------------- | --------------------------- | ------------ | --------------------------- |
| 09160743                         | Zichtow 12 (Lage) | Gutshaus                    |              | Gutshaus                    |
| 09160744                         | Zichtow 18 (Lage) | Dorfschule mit Nebengebäude |              | Dorfschule mit Nebengebäude |
| 09161679 Teilobjekt zu: 09160744 | Zichtow 18 ()     | Nebengebäude                |              | ein Bild hochladen          |

## Ehemalige Baudenkmale
| ID-Nr. | Lage                          | Bezeichnung                                                                    | Beschreibung                                         | Bild               |
| ------ | ----------------------------- | ------------------------------------------------------------------------------ | ---------------------------------------------------- | ------------------ |
|        | Netzow Netzower Dorfstraße () | Grabdenkmal für Willi Drüsedow, Gerda Boddin und Elli Leppin, auf dem Friedhof | Das Grabdenkmal wurde aus der Denkmalliste entfernt. | ein Bild hochladen |
|        | Groß Leppin Querstraße 1 ()   | Stallscheune                                                                   | Datierung: 1880/1900                                 | ein Bild hochladen |